# 須藤稚明
須藤 稚明（すどう ちあき、1990年6月15日 - ）は、福島県出身の元女子競輪選手。日本競輪選手会千葉支部所属、ホームバンクは松戸競輪場。日本競輪学校（当時。以下、競輪学校）第102期生。師匠は平沼由充（83期）。旧姓は近内。夫は同じ競輪選手の須藤悟（99期）。

## 経歴
福島県立岩瀬農業高等学校を経て環太平洋大学に進んだ。
2011年2月25日、競輪学校第102回技能試験に合格。在校競走成績は26位（1勝）。
2012年7月6日、京王閣競輪場でデビューし4着。初勝利は2013年4月15日の同じく京王閣競輪場で挙げた。
2014年7月5日、同じ競輪選手である千葉所属の須藤悟（99期）と結婚、翌2015年2月9日に第一児を出産。
2018年5月10日引退。